# Mick Foley
Michael „Mick“ Francis Foley (* 7. června 1965) je bývalý americký profesionální wrestler a spisovatel. V současné pracuje ve WWE jako její ambasador.

## Kariéra

### Profesionální wrestling
Zápasil pod svým pravým jménem i pod různými přezdívkami. Nejprve vystupoval jako Cactus Jack. Od roku 1996, kdy se poprvé objevil ve WWF, debutoval jako Mankind. Následující rok debutoval jako Dude Love. Tyto postavy byly známé jako jeho tři tváře.
Pracoval pro mnoho wrestlingových organizací, včetně World Wrestling Federation (WWF, nyní WWE), World Championship Wrestling (WCW), Extreme Championship Wrestling (ECW), Total Nonstop Action Wrestling (TNA) nebo National Wrestling Alliance (NWA). Je všeobecně považován za jednu z největších hvězd Attitude éry a jednoho z největších zápasníků v historii profesionálního wrestlingu.
Je čtyřnásobným mistrem světa nebo jedenáctinásobným tag team šampionem WWE.
V roce 2013 byl uveden do Síně slávy WWE.

### Spisovatel
Napsal několik oceňovaných memoárů pro The New York Times.
Kromě memoárů psal i různé autobiografie ze svého života.

## Mládí
Narodil se 7. června 1965 v Bloomingtonu ve státě Indiana. Je irského původu a má staršího bratra Johna. Krátce po svém narození se s rodinou přestěhoval do města East Setauket na Long Islandu, kde navštěvoval střední školu Ward Melville High School. Zde se věnoval wrestlingu a lakrosu. Jeho spolužákem a spoluhráčem byl herec Kevin James. Později studoval na State University of New York v Cortlandu.

## Osobní život
Jeho otec Jack Foley zemřel 13. září 2009 ve věku 76 let.
V roce 1992 se oženil s Colette Christie. Mají spolu čtyři děti: Dewey, Noelle, Michael Jr. a Hughie. Dewey od června 2018 pracuje pro WWE. Mickey a Hughie provozují vlastní kanál na YouTube.
Je velkým fanouškem a zastáncem ženského profesionálního wrestlingu.

## Filmografie
| Rok  | Název                          | Role                              |
| ---- | ------------------------------ | --------------------------------- |
| 1999 | Beyond the Mat                 | sám sebe                          |
| 2000 | Big Money Hustlas              | Cactus Sac                        |
| 2007 | Anamorph                       | majitel obchodu se starožitnostmi |
| 2009 | Bloodstained Memoirs           | sám sebe                          |
| 2015 | Dixieland                      | sám sebe                          |
| 2016 | Chokeslam                      | Patrick                           |
| 2019 | The Peanut Butter Falcon       | Jacob                             |
| 2020 | 12 Hour Shift                  | Nicholas                          |
| 2020 | You Cannot Kill David Arquette | sám sebe                          |

## Ocenění a úspěchy
- Cauliflower Alley Club
  - Art Abrams Lifetime Achievement Award (2011)
- Continental Wrestling Association
  - CWA Tag Team Championship (1x) – s Garym Youngem
- Extreme Championship Wrestling
  - ECW World Tag Team Championship (2x) – s Mikeym Whipwreckem
- George Tragos/Lou Thesz Professional Wrestling Hall of Fame
  - Frank Gotch Award (2010)
- International Wrestling Association of Japan
  - IWA World Tag Team Championship (1x) – s Tracy Smothers
  - King of the Deathmatch (1995)
- Memphis Wrestling Hall of Fame
  - Class of 2018
- Mid-South Championship Wrestling
  - North American Championship (3x)
- North American Wrestling
  - NAW Heavyweight Championship (1x)
- National Wrestling League
  - NWL Heavyweight Championship (1x)
- Ozark Mountain Wrestling
  - OMW North American Heavyweight Championship (1x)
- Pro Wrestling Illustrated
  - Inspirational Wrestler of the Year (1993)
  - Match of the Year (1998) vs. The Undertaker in a Hell in a Cell match at King of the Ring
  - Match of the Year (1999) vs. The Rock in an "I Quit" match at Royal Rumble
  - Ranked No. 19 of the top 500 singles wrestlers in the PWI 500 in 1999
  - Ranked No. 46 of the 500 best singles wrestlers of the PWI Years in 2003
- Professional Wrestling Hall of Fame
  - Class of 2017
- Setup Thailand Pro Wrestling
  - Setup 24/7 Championship (1x)
- Steel City Wrestling
  - SCW Heavyweight Championship (1x)
  - SCW Tag Team Championship (1x) – s The Blue Meanie
- Suffolk Sports Hall of Fame
  - Class of 1999 (Wrestling category)
- Total Nonstop Action Wrestling
  - TNA Legends Championship (1x)
  - TNA World Heavyweight Championship (1x)
- World Championship Wrestling
  - WCW World Tag Team Championship (1x) – s Kevinem Sullivanem
- World Class Championship Wrestling / United States Wrestling Association
  - USWA World Tag Team Championship (1x) – se Scottem Braddockem
  - WCWA World Light Heavyweight Championship (1x)
  - WCWA World Tag Team Championship (2x) – se Super Zodiak II (1) a Scottem Braddockem (1)
- World Wrestling Federation/WWE
  - WWF Championship (3x)
  - WWF Hardcore Championship (1x)
  - WWF Tag Team Championship (8x) – se Stone Cold Steve Austinem (1), Chainsawem Charliem (1), Kanem (2), The Rockem (3) a Al Snowem (1)
  - Tag Team Royal Rumble (1998) – s Kanem
  - WWE Hall of Fame (2013)
  - Slammy Award (1x)
    - Loose Screw (1997)
- Wrestling Observer Newsletter
  - Best Brawler (1991–2000)
  - Best on Interviews (1995, 2004, 2006)
  - Best Pro Wrestling Book (2010) for Countdown to Lockdown
  - Feud of the Year (2000) vs. Triple H
  - Most Disgusting Promotional Tactic (1993) – Cactus Jack amnesia angle
  - Readers' Favorite Wrestler (1998)
  - Wrestling Observer Newsletter Hall of Fame (Class of 2000)
- Other championships
  - Tri-Cities Tag Team Championships (1x) – se Shanem Douglasem